# Team Soho
A Team SOHO egy brit videójáték-fejlesztő cég volt, melynek székhelye London Soho negyedében volt és a Sony Computer Entertainment Europe (SCEE) leányvállata volt. Alapításuk után az első PlayStationre kezdtek el fejleszteni, köztük olyan elismert játékokat, mint az Total NBA ’97 vagy a Porsche Challenge, melyeket a kevésbé sikeres Rapid Racer követett. 2002-ben megjelent a The Getaway című játékuk, majd a Studio Camdennel egyesülve létrehozták a SCE London Studiót, bár a Team Soho márkanév még ez után is megjelenik néhány termékükön, köztük a The Getaway sorozat címein.

## Játékaik
- Porsche Challenge (1997)
- Rapid Racer (1997)
- Dropship: United Peace Force (2002)
- The Getaway (2002)
- The Getaway: Black Monday (2004)
- Gangs of London (2006)